# 加林查
（綽號加林查（Garrincha），即「小鳥」，1933年10月28日—1983年1月20日），巴西足球運動員，司職翼鋒。他曾代表巴西隊參戰三屆世界盃，贏得1958和1962年兩屆冠軍。
小山杜士體型廋小，而且天生有長短腳的缺陷，所以他的姊姊羅莎（Rosa）戲稱他為，在葡語是指鹪鹩，一種細小的雀鳥，逐漸成為他的綽號。加連渣的朋友亦將他暱稱為（馬內，加林查名字的縮寫），在巴西意指「傻瓜」或「弱智者」。由於加林查不成熟的性格，巴西的球迷常將兩個綽號合而為一稱他為""（笨拙的小鳥）。加林查在巴西十分受到球迷的擁戴，故此亦被稱為 （人民的歡樂）。

## 起伏人生
加連渣於1933年在里約熱內盧附近的保格朗德（Pau Grande）出生，天生脊骨變形，右腳向內彎曲，左腳比右腳短 6 厘米，而且向外彎曲。雖然天生殘障，加連渣仍然能夠以其控球能力、爆發速度及盤球技巧，能傳擅射，成為歷史上最出色的足球運動員之一。
在球場上的成功與其私人生活成反比，加連渣的個人生活非常糜烂。加連渣與其父親同是酒鬼一名，愛好飲當地的土酒 － 巴西甘蔗酒，而且好色如命。加連渣曾有兩段婚姻，於1952年與青梅竹馬的奈尔·马克萨（Nair Marques）結婚，在1965年離婚時兩人共育有 8 名女兒。其後於1966年3月再娶森巴女郎埃尔萨·苏亚雷斯，加連渣因醉酒襲擊妻子，兩人於1977年離異。加連渣與多名女士有染，據聞加連渣最少有 14 名子女。加連渣曾經歷數次車禍，在1969年加連渣駕車撞到一輛貨車，意外導致其岳母死亡。
1966年英格蘭世界盃後加連渣因酗酒而導致體重增加，身體狀態迅速下滑，他先後被國家隊及球隊棄用，雖然加連渣多次往來南美洲與歐洲之間，試圖延續其足球事業。
1983年1月加連渣在經歷連串婚姻及財務問題後，因肝硬化逝世，得年49歲。

## 球會經歷
加連渣的足球天份直到其少年後期才被發掘，1953年時已為人夫及父的加連渣拋棄妻兒去到里約加盟博塔弗戈。在首課操練時，加連渣表演其精湛的盤球技巧，輕鬆盤球在球隊及巴西的防守中場（Nilton Santos）兩腿之間穿越而過。加連渣先代表保地花高預備隊出戰，大勝5-0，接著於1953年7月19日處子登場對邦苏塞索（Bonsucesso）演出帽子戲法。
加連渣持續表現出色，但國家隊在相同位置人材濟濟，故未獲賞識加入1954年瑞士世界盃的大軍中。加連渣為保地花高贏得1957年的聯賽冠軍，才令人信服地成為1958年瑞典世界盃國家隊中的一員。1962年智利世界盃美滿的演出之後，加連渣返回里約熱內盧帶領保地花高奪得同年的里約－聖保羅州錦標賽冠軍，在決賽再次擊敗弗拉门戈
。加連渣的俱乐部生涯大部份時間在保地花高中渡過，效力長達12年，贏得三屆里約州聯賽冠軍，為球隊上陣超過500場及取得超過200個入球，加連渣已經成為保地花高和世界盃歷史中的象徵。
加連渣在保地花高的後期風光不再，從1963到1965年的兩年裡，加連渣只曾出賽 8 場，酗酒及沉迷女色損害他的狀態。1966年失意英格蘭世界盃後，加連渣的事業急轉直下，頻繁的轉換球會，加連渣先被賣到，兩年後加盟哥倫比亞的（Atlético Junior），同年返回巴西加盟法林明高，一直待到1969年。1971年傳聞已經 38 歲的加連渣將會加盟法國的巴黎紅星，但沒有簽約便返回巴西了。
加連渣的職業球員生涯於1972年在里約的小球會（Olaria Atlético Clube）終結。直到死前的一年（1982年）加連渣仍不時參加表演賽。

## 國腳生涯
加連渣在1955至1966年間為巴西出戰50場國際比賽，包括1958年、1962年及1966年三屆的世界盃決賽周。當贝利與加連渣同時上陣時，巴西從未輸球，而加連渣為巴西上陣唯一輸掉的比賽，是66年英格蘭世界盃對匈牙利，比利因傷缺陣，巴西以1-3敗陣，這亦是加連渣最後一場的國際賽。
加連渣於1955年在里約熱內盧首次代表巴西對抗智利，接著分別於1957年及1959年於美洲杯代表巴西出賽2場及4場。

### 1958年世界盃

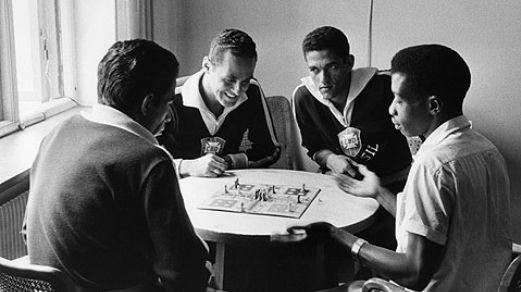
加連渣與隊友在瑞典下棋

加連渣在1958年瑞典世界盃首兩場比賽（對奧地利及英格蘭）未獲巴西選派上陣，直到第三場對蘇聯才與比利雙雙作世界盃的處子登場，蘇聯是當時的熱門奪標球隊之一，巴西並沒有非常被看好。巴西的領隊维森特·费奥拉決定從一開球即展開進攻；加連渣在右翼接應傳球，連過3名敵衛，但他的射球撞門柱而出。球賽尚未到1分鐘，加連渣助攻傳球給比利，但比利的射球卻撞橫楣而出。加連渣整場比賽不斷為蘇聯的後防製造麻煩，最終巴西憑瓦瓦梅開二度以2-0獲勝。
淘汰賽階段巴西在八強憑比利的入球1-0擊敗威爾斯，四強更輕鬆地以 5-2 大破法國，比利連中三元，瓦瓦及迪迪各入一球。
進入決賽對主辦國瑞典，開賽僅4分鐘巴西先落後一球，5分鐘後，加連渣在右路發難，先擺脫敵衛再傳交華華扳成平手。完半場前加連渣再次發難，成功傳交華華再下一城，半場領先 2-1，下半場巴西控制大局，比利梅開二度加上（Mário Zagallo）的一球，以 5-2 擊敗瑞典，首次贏得世界盃兼成為首支越洲奪標的球隊，加連渣是賽事中最出色的球員之一，和比利一同入選全明星隊的前鋒名單。

### 1962年世界盃
加連渣是1962年智利世界盃最傑出的球員。當比利在當屆第 2 場拉傷了肌肉需要退出餘下的比賽後，加連渣在巴西的凱旋之旅擔任領導的角色，在對英格蘭及智利兩場尤其精彩，合共獲得4個入球。

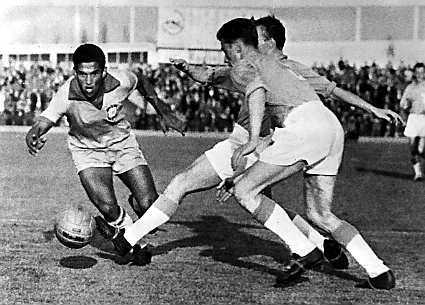
加連渣代表巴西出戰1962年世界盃

在分組賽首兩場巴西取得 1 勝 1 和（2-0擊敗墨西哥及 0-0 賽和捷克）後，最後一場分組賽面對西班牙，沒有比利在陣，被西班牙在 35 分鐘先下一城，替補比利上場的阿马里尔多（Amarildo）先在 72 分鍾追成平手。完場前5分鐘，加連渣在右翼邊陲運球前進，先騙過一名敵衛然後急停，再次越過同一球員及另一名支援守衛，傳球給阿馬利杜射入奠定勝局的入球，巴西以第三組首名出線。
淘汰制八強對第四組次名的英格蘭，開賽後 31 分鐘，加連渣藉著己隊的角球以頭球破網先開記錄，38分鐘英格蘭扳平後完半場。下半場 53 分鐘，加連渣的射球被英格蘭門將擋出，華華趕前補中再次領先；59 分鐘加連渣在禁區外接得傳球，先停定，再射出一腳弧線球，被稱為「香蕉射球」，飛入網窩之內。巴西3:1獲勝晉級下一輪比賽。
準決賽對主辦國智利，憑加連渣及華華各入兩球，4-2 淘汰智利晉級決賽。加連渣的首個入球在閞賽後僅 9 分鐘來自一記 20 碼的左腳射球；而第二球則是在 32 分鐘的一記頭球。智利一份報紙「EL Mercurio」在賽後的頭條如此形容加連渣：『加連渣是來自那個星球的？』（"What planet is Garrincha from?"）加連渣在該場比賽中不斷被侵犯，在 83 分鐘因報復而被罰離場。幸好在下一場的決賽不用受停賽處分。
決賽巴西再遇分組賽的對手捷克，當日加連渣的表現差強人意，因賽前而未能發揮對上兩場的水準，但仍不足以影響巴西贏取錦標，巴西3:1擊敗捷克，加連渣獲選為賽事最佳球員，是巴西及加連渣連續奪得第二度的世界盃冠軍。

### 1966年世界盃
1966年英格蘭世界盃巴西於首場分組賽輕鬆以2-0擊敗保加利亞，比利在 15 分鐘先開紀錄，下半場 63 分鐘加連渣直射罰球建功。下一場對匈牙利是加連渣披上巴西球衣以來唯一的敗仗，亦是他最後一場的國際賽，巴西的主將全場不斷遭到對手粗暴的攔截，最終以 1-3 敗陣；加連渣並沒有在分組賽最後一場對葡萄牙時上陣，巴西再一次遭受無情的對待，同樣以 1-3 見負。巧合地巴西兩場的敗仗同由主辦國英格蘭籍的裁判主吹，粗野的對手無人被罰出場，衛冕冠軍的巴西在分組賽被淘汰出局。

### 1966年以後
1973年12月19日在里約熱內盧的馬拉簡拿運動場舉行加連渣告別賽，由FIFA世界聯隊對巴西隊，共有多達 131,000 名球迷進場觀看這場比賽。

## 榮譽
- 世界盃冠軍：1958年、1962年
- 羅卡盃（Roca Cup）：1960年
- 奥希金斯盃冠軍（O'Higgins Cup）：1955年、1959年、1961年
- 奥斯瓦尔多·克鲁兹盃（Oswaldo Cruz Cup）：1958年、1961年、1962年
- 里約州足球聯賽冠軍（Campeonato Carioca）：1957年、1961年、1962年
- 里约－圣保罗州锦标赛冠軍（Tournament Rio - São Paulo）：1962年、1964年、1966年

個人獎項
- 世界盃金靴奖：1962年《並列》
- 世界盃決賽周最佳球員：1962年